# Bien (droit)
Pour les articles homonymes, voir Bien.
Ne doit pas être confondu avec Chose (droit).
En droit, un bien est une chose qui est l'objet d'une propriété publique ou privée, soit les choses que l'on possède (en font partie les esclaves dans les pays où l'esclavage a été admis).  
Le domaine du droit qui traite des biens (ou des choses en général) s'appelle le droit des biens. 

## Définition
Suivant les étymologistes le mot vient du terme latin beo, rendre heureux, et pour les jurisconsultes du moins, dit de manière dithyrambique par un juriste français du XIXe siècle, « les biens contribuent au bonheur de la vie » (« nous procurant les moyens d'en augmenter les jouissances et nous fournissant ce qui est nécessaire pour la conserver ») ; pour cela il faut les posséder. Ce terme biens correspond en quelque sorte à l'expression pecunia du droit romain dont le sens est infiniment plus restreint que celui du mot res (chose) pris de manière abstraite « car si dans le langage des Papinien et des Paul ce terme pécunia n'exprime pas seulement tout ce qui est or ou argent monnayé ou non, il ne s'entend du moins que des biens qui peuvent entrer dans notre patrimoine ». 
On voit par ces définitions que tous les biens sont des choses mais que toutes les choses ne sont pas des biens. Le langage juridique emploie volontiers « bien » en remplacement de « chose ». Toutefois la doctrine a attaché une signification différente aux mots choses et biens. Chose, pris philosophiquement se dit de ce qui est, il se dit indifféremment de tout, sa signification se déterminant par la matière dont on traite. Mais dans le langage du droit il présente un sens moins vague quoique peu déterminé, il s'entend de tout ce qui est dans la nature et qui peut être de quelque utilité aux hommes, que ce puisse être ou non possédé par eux comme un champ, une statue, l'air, l'eau courante, les animaux sauvages, etc. Le mot biens a une signification moins étendue.

## Classification
Les nomenclatures que l'on rencontre pour les biens découlent de celles établies pour les choses (res)  en droit romain:
- Bien fongible
- Bien commun
- Bien immeuble
- Bien meuble
- Biens sans maître (France)
- Bien de section
- Droit des biens en France